# Tephrosia rigidula
Tephrosia rigidula är en ärtväxtart som beskrevs av John Gilbert Baker. Tephrosia rigidula ingår i släktet Tephrosia och familjen ärtväxter. Inga underarter finns listade i Catalogue of Life.